# Фуленбах
Фуленбах (нім. Fulenbach) — громада  в Швейцарії в кантоні Золотурн, округ Ольтен.

## Географія
Громада розташована на відстані близько 50 км на північний схід від Берна, 24 км на схід від Золотурна.
Фуленбах має площу 4,5 км², з яких на 17,2% дозволяється будівництво (житлове та будівництво доріг), 49,9% використовуються в сільськогосподарських цілях, 29,3% зайнято лісами, 3,6% не є продуктивними (річки, льодовики або гори).

## Демографія
2019 року в громаді мешкало 1785 осіб (+9,1% порівняно з 2010 роком), іноземців було 10,9%. Густота населення становила 398 осіб/км².
За віковим діапазоном населення розподілялося таким чином: 20,8% — особи молодші 20 років, 60,5% — особи у віці 20—64 років, 18,7% — особи у віці 65 років та старші. Було 775 помешкань (у середньому 2,3 особи в помешканні).
Із загальної кількості 776 працюючих 48 було зайнятих в первинному секторі, 249 — в обробній промисловості, 479 — в галузі послуг.